# 魃

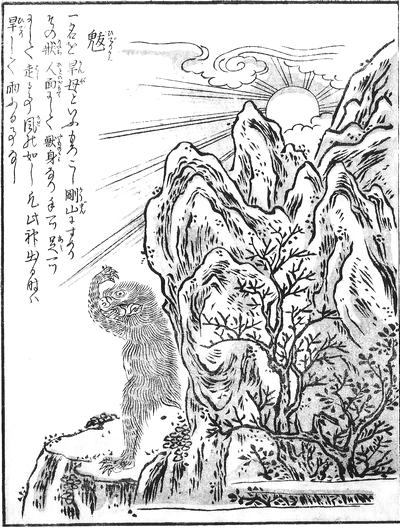
鳥山石燕『今昔画図続百鬼』より「魃」

魃（ばつ、ひでりがみ）は、中国神話に登場する旱魃の神である。
特定の神の名ではなく、各地の山川に旱魃を起こす神がおり、それぞれにより姿も性質も異なる。

## 女神としての「魃」
女神の「魃」は、『山海経』の「大荒北経」に記述がある。もとの名は妭（ばつ）。黄帝の娘である。
黄帝が蚩尤と戦った際、蚩尤陣営の風雨を司る雨師と風伯に対抗して、体内に大量の熱を蓄えている娘の魃を呼び寄せて対抗した。魃が雨を止めることで無事勝利を掴んだ黄帝であったが、魃は力を使いすぎて天へ帰れなくなっていた。
魃の力はそこにいるだけで周囲に旱魃をもたらす。彼女を処刑することもできないため、やむなく黄帝は彼女を赤水河の北方の係昆山へ幽閉した。しかし魃は時折中原へやってきて旱魃を起こすので、人々は「神よ、北へ帰りたまえ」と言って魃を帰すのだという。
一説によれば、本来の名の「妭」は美女の意味だが、人間に害をなすようになってからは、邪悪の意味をこめて部首の女を鬼に変えられて「魃」の名が用いられ、これが「旱魃」の語源になったともいう。

## 獣形の「魃」

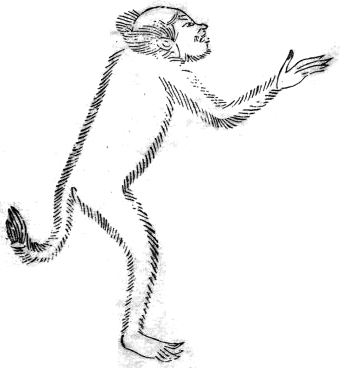
『三才図会』より「神魃」

『山海経』よりあとに書かれた中国の文献には、旱魃にまつわる以下のような獣の記述がある。
『本草綱目』や前漢初期の書『神異経』によれば、南方には「𪕰」または「魃」がおり、身長2尺から3尺（40から60センチメートル）、頭の上に目があり、風のように走り、これが現れると大旱魃になるが、厠に投げ込むと死んでしまうという。
『三才図会』に記述のある「神魃」は、魑魅に類する人面獣身の獣で、手と足が一つずつしかなく、剛山という山に多くおり、これのいるところには雨が降らないという。
隋時代の研究書『文字指帰』には同様、「旱魃」という獣の居場所には雨が降らないとある。
これらは日本の江戸時代の百科事典『和漢三才図会』にも、「魃（ひでりがみ）」と題して引用されている。鳥山石燕による妖怪画集『今昔画図続百鬼』では「魃（ひでりがみ）」と題し、上記の特徴を総合し、剛山に魃が住み、人面獣身、手と足が1本ずつ、風のように早く走り、居場所には雨が降らず、別名を「旱母（かんぼ）」ともいうと述べられている。
魃とは別に『山海経』には、「神𩳁」（しんち）という、手足が1本ずつの人面の獣が剛山に住むとあり、獣としての魃の特徴は、この神𩳁が混同されたものとする説もある。